# DeFuniak Springs
De Funiak Springs és una població dels Estats Units, seu del comtat de Walton, a l'estat de Florida. Segons el cens del 2000 tenia 5.089 habitants.

## Demografia
Segons el cens del 2000, De Funiak Springs tenia 5.089 habitants, 2.105 habitatges, i 1.324 famílies. La densitat de població era de 179,1 habitants per km².
Dels 2.105 habitatges en un 27,4% hi vivien nens de menys de 18 anys, en un 40,7% hi vivien parelles casades, en un 18,4% dones solteres, i en un 37,1% no eren unitats familiars. En el 33,5% dels habitatges hi vivien persones soles el 16,2% de les quals corresponia a persones de 65 anys o més que vivien soles. El nombre mitjà de persones vivint en cada habitatge era de 2,3 i el nombre mitjà de persones que vivien en cada família era de 2,91.
Per edats la població es repartia de la següent manera: un 23,6% tenia menys de 18 anys, un 8,6% entre 18 i 24, un 24,4% entre 25 i 44, un 22,2% de 45 a 60 i un 21,2% 65 anys o més.
L'edat mediana era de 40 anys. Per cada 100 dones de 18 o més anys hi havia 78,7 homes.
La renda mediana per habitatge era de 24.516 $ i la renda mediana per família de 28.750 $. Els homes tenien una renda mediana de 24.219 $ mentre que les dones 19.255 $. La renda per capita de la població era de 13.298 $. Entorn del 18,2% de les famílies i el 18,4% de la població estaven per davall del llindar de pobresa.

## Poblacions més properes
El següent diagrama mostra les poblacions més properes.